# Молодило
Молоди́ло, устар. Живу́чка (лат. Sempervívum), — род цветковых растений семейства Толстянковые (Crassulaceae). 

## Название
Научное название рода происходит от semper (с лат. — «всегда») и vivus («живой»).
Название молодило может носить также другое растение — очиток едкий (лат. Sédum ácre) из того же семейства Толстянковые.
Некоторые виды этого рода (как и некоторые виды других толстянковых) имеют народные (тривиальные) названия «ка́менная ро́за» и «заячья капуста».

## Ботаническое описание

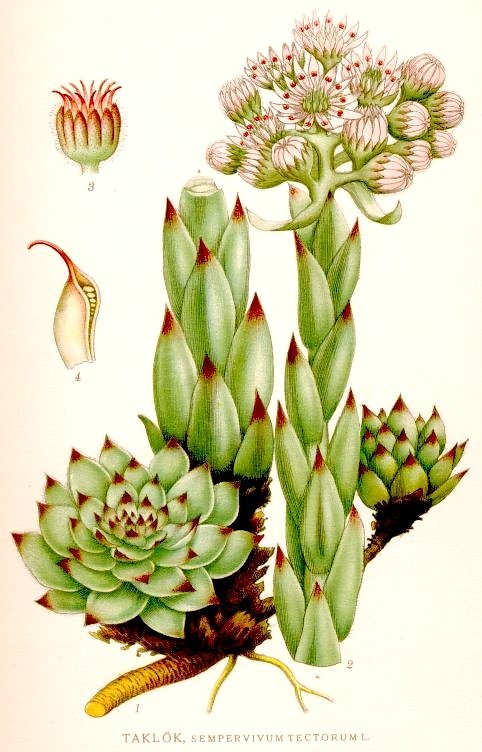
Молодило кровельное.

Многолетние мясистые травы, опушённые железистыми волосками, реже почти голые, образующие очень густые многолистные розетки листьев 1—15 см в диаметре и многочисленные столоны, несущие небольшие розетки листьев.
Цветоносные стебли обычно опушённые мелкими железистыми волосками, прямостоячие и неветвистые. Монокарпики. Листья суккулентные, очерёдные, цельнокрайные, обычно яйцевидные или продолговатые, острые или заострённые, по краю реснитчатые.
Цветки правильные, 8—20-мерные, обоеполые, с двойным околоцветником, почти сидячие, собранные в щитковидно-метельчатые соцветия, отдельные соцветия которых — Монохазии. Чашелистики мясистые, в основании сросшиеся, цельнокрайные, обычно покрытые короткими простыми или железистыми волосками, редко голые. Лепестки ланцетные, всегда длиннее чашелистиков, обычно звёздчато распростёртые, по краям и снаружи белые, жёлтые, жёлто-зелёные, красные, розовые или пурпурные. Тычинок вдвое больше, чем лепестков, от 16 до 40; супротивные лепесткам прирастают в основании к ним, а очередные лепесткам — свободные. Тычиночные нити обычно уплощённые, опушённые или реже голые. Пыльники продолговатые яйцевидные. Нектарные желёзки подпестичные, маленькие, пластинковидные, на верхушке цельные. Гинецей свободный из 8—20 неравнобоких, продолговато-яйцевидных, обычно железистых, сидячих плодолистиков. Стилодии немного короче завязи, прямые, голые. Рыльца маленькие, головчатые.
Плод из 8—20 продолговатых яйцевидных или почти ланцетных, опушённых железистыми волосками, многосемянных листовок.

## Происхождение и распространение
Виды рода распространены в Средней, Южной, Восточной Европе, на Кавказе, в Малой и Юго-Восточной Азии, преимущественно в горных районах. 

В Средней России произрастает один вид — молодило русское (Sempervivum ruthenicum), на Кавказе — молодило кавказское (Sempervivum caucasicum), в Якутии - молодило якутский (Sempervivum yakut).

Очень легко гибридизирует как в природе, так и в культуре. Существует много сортов.

## Хозяйственное значение
Некоторые виды — например, молодило шароносное (Sempervivum globiferum) — используются как декоративные садовые растения. 
В народной медицине используется от скорбута, лихорадки, эпилепсии и других заболеваний

## Классификация

### Таксономия
Sempervivum L., 1753, Sp. Pl. : 464
Род Молодило относится к семейству Толстянковые (Crassulaceae) порядка Камнеломкоцветные (Saxifragales). Кладограмма в соответствии с Системой APG IV  по состоянию на декабрь 2023 года:
|  |                          |  |                                   |                                   |              |  | еще 14 семейств |             |             |                                                             |
|  |                          |  |                                   |                                   |              |  |                 |             |             | 67 подтвержденных видов и 89 видов, ожидающих подтверждения |
|  |                          |  |                                   | порядок Камнеломкоцветные         |              |  |                 |             | Молодило    |                                                             |
|  |                          |  |                                   | порядок Камнеломкоцветные         |              |  |                 |             | Молодило    |                                                             |
|  | клада Цветковые растения |  |                                   |                                   | Толстянковые |  |                 |             |             |                                                             |
|  | клада Цветковые растения |  |                                   |                                   |              |  |                 |             |             |                                                             |
|  |                          |  | ещё 63 порядка цветковых растений | ещё 63 порядка цветковых растений |              |  |                 | еще 52 рода | еще 52 рода |                                                             |
|  |                          |  |                                   | ещё 63 порядка цветковых растений |              |  |                 |             | еще 52 рода |                                                             |

### Виды
Представителей рода Sempervivum легко узнать, однако различить его виды довольно сложно, поскольку даже представители одного и того же вида могут выглядеть по-разному при различных условиях роста и в различные времена года. Многие виды молодила были описаны без чётких отличительных признаков между собой. Проблема установления видов усложняется высокой частотой возникновения естественных межвидовых гибридов.
Некоторые из них:
- Sempervivum arachnoideum L. — Молодило паутинистое, или Молодило паутинное
- Sempervivum armenum Boiss. & Huet — Молодило армянское
- Sempervivum calcareum Jord.
- Sempervivum carpathicum Wettst. ex Prodán — Молодило карпатское
- Sempervivum caucasicum Rupr. ex Boiss. — Молодило кавказское
- Sempervivum ciliosum Craib — Молодило реснитчатое
- Sempervivum dolomiticum Facchini
- Sempervivum fauconnettii Reut.
- Sempervivum ×giuseppii Wale
- Sempervivum globiferum L. — Молодило шароносное
- Sempervivum grandiflorum Haw.
- Sempervivum heuffelii Schott
- Sempervivum jakucsii Pénzes
- Sempervivum kindingeri Adamovic
- Sempervivum kosaninii Praeger
- Sempervivum leucanthum Pancic
- Sempervivum macedonicum Praeger — Молодило македонское
- Sempervivum marmoreum Griseb. — Молодило мраморное
- Sempervivum minutum (Kunze ex Willk.) Nyman ex Pau
- Sempervivum montanum L. — Молодило горное
- Sempervivum octopodes Turrill
- Sempervivum pittonii Schott, Nyman & Kotschy
- Sempervivum rhenanum (Hegi & Schmid) Law.
- Sempervivum ruthenicum Schnittsp. & C.B.Lehm. — Молодило русское
- Sempervivum tectorum L. — Молодило кровельное
- Sempervivum ×thompsonianum Wale
- Sempervivum transcaucasicum Muirhead — Молодило закавказское
- Sempervivum vicentei Pau
- Sempervivum wulfenii Hoppe ex Mert. & W.D.J.Koch
- Sempervivum zeleborii Schott